# Pieter Albert von Daehne

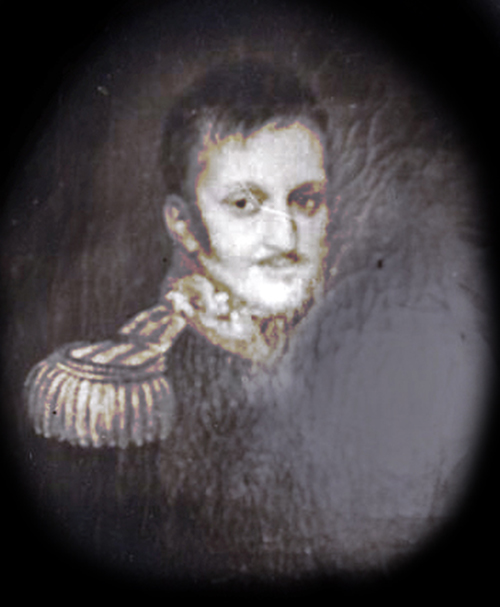
P.A. von Daehne (1780-1859)

Pieter Albert von Daehne (Pieter Aelbrecht, Petrus Albert) (Den Haag, 15 september 1780 - Doesburg, 4 november 1859) was een Nederlands generaal-majoor van de cavalerie, in Brunswijkse dienst (1797), in Hollandse dienst (1807), in Franse dienst (1810), wederom in Nederlandse dienst (1813) en adjudant en secretaris van luitenant-generaal der infanterie Leopold van Limburg Stirum. Hij behoorde tot het adellijke geslacht Von Daehne.

## Levensloop
Pieter Albert von Daehne was de zoon van Johan Christoph Wilhelm von Daehne (1743-1803), klerk in Den Haag van Gedeputeerde Staten van Friesland, solliciteur van de hertog van Brunswijk en Cornelia Bles (1748-1830), dochter van Marcellus Bles heer van Moergestel en VOC-koopman.
Geleid door zijn oom viceadmiraal Pieter Melvill van Carnbee, die in 1773 getrouwd was met Johanna Albertina, de jongere zuster van zijn vader, voer Von Daehne in 1793 als cadet op het oorlogsschip 'Delft' onder bevel van Theodorus Frederik van Capellen. Vanaf 1797 volgde een loopbaan bij de landmacht als officier cavalerie in Brunswijkse dienst. Hij was deel van het 2e Regiment Huzaren. Von Daehne diende in de rang van luitenant-kolonel als adjudant van luitenant-generaal der infanterie Leopold graaf van Limburg-Stirum Als inmiddels sinds 1830 gepensioneerd luitenant-kolonel van de afdeeling kurassiers no. 9 werd Von Daehne op 18 maart 1838 de titulaire rang van generaal-majoor verleend. Hij diende vrijwillig tijdens de Tiendaagse Veldtocht in 1831. In 1831 is von Daehe eervol ontslagen uit zijn functie van Militie-Kommissaris in Zuid-Holland. Zijn vader was op 1 juni 1792 door de Duitse rijksvicaris in de Rijksadelstand verheven. Op 26 april 1822 volgde inlijving tot de Nederlandse Adelstand.
Pieter Albert von Daehne werd in hoedanigheid van kolonel in dienst van koning Willem I der Nederlanden wegens vroeger bewezen diensten Bij Koninklijk besluit in 1816 ridder van de Militaire Willems-Orde 4e klasse.

## Familie
Pieter Albert von Daehne trouwde op 31 december 1804 in Brunswijk met jonkvrouw  Charlotte Henriette Wilhelmine von Damm, uit het Duitse Brunswijkse patriciërsgeslacht von Damm, dochter van Friedrich Julius von Damm (1735-1793) zelf een kleinzoon van Eberhard Finen (Artikel in Duitse Wikipedia) en jonkvrouw Elisabeth Johanna Friederike von Bärtling (circa 1743-1832), kleindochter van George Heinrich von Bärtling die werkzaam was in de hofhouding van kroonprinses en Pruisisch koningin Elisabeth Christine als "Kabinettssekretär".
Uit dit huwelijk werden vijf kinderen geboren waaronder de op achttienjarige leeftijd in 1832 overleden zoon 
Willem Frederik. Na diens dood raakte vader Pieter Albert von Daehne in een periode van neerslachtigheid en begon ter afleiding zijn reisverslagen op te schrijven. De in 1810 geboren dochter Frederica Carolina Maria von Daehne trouwde in 1837 met de in Utrecht werkzame raadsheer provinciaal gerechtshof jhr. Lodewijk van Styrum (1809-1895), zoon van Jan Baron van Styrum en Johanna Anna van Vollenhoven. Frederica Carolina Maria woonde te huize Zuylenstein bij Leersum in de periode tussen november 1867 en november 1878.

## Arrestatie
Op 7 augustus 1801 is von Daehne samen met zijn één jaar jongere broer Casparus Govardus Johannes (1781-1825) in Den Haag gearresteerd vanwege het strafbaar feit dat ze de burger van Thienen, drukker van het weekblad 'Janus', in zijn eigen woning mishandeld hadden. Na een periode van drie maanden in detentie in Den Haag werden de broers naar Duitsland gebracht met de belofte dat ze daar hun straf zouden ondergaan. Daar aangekomen is van een straf geen sprake geweest omdat ze direct bij aankomst hun post in het regiment weer hebben kunnen oppakken.

## von Daehne stamreeks ter discussie gesteld

Von Daehne familiewapen

De uitkomsten van het door M.G. Wildeman, directeur van het Centraal Bureau voor Genealogie en Heraldiek, (nu het CBG), ingestelde onderzoek naar de herkomst van het geslacht von Daehne en de beschrijvingen daarvan door W.J.J.C. Bijleveld in het Nederland’s Adelsboek geven een ander beeld dan de officiële lezing. In diverse publicaties stelt Wildeman in zijn poging de Melvill van Carnbee stamboom compleet te maken de betrouwbaarheid van de von Daehne genealogie en de Duitse adelsboekjes ter discussie en stelt hij kritische vragen bij de adelsverklaring van J.C.W. von Daehne en die van zijn zonen Pieter Albrecht en Casparus Govardus Johannes. Na onderzoek bleek in de Duitse archieven en kerkboeken van Brunswijk en  Wolfenbüttel niets gevonden te kunnen worden over de door de diverse von Daehne familieleden geclaimde herkomst van de geslachten Daehne en Ruff (Roef) en bleef het onderzoek “vruchteloos”. Ook de traditioneel geclaimde afkomst van de oude familie Von Dehn kwalificeerde Wildeman na zijn onderzoek als “onbetrouwbaar”.  Zes jaar later in 1909 werd Wildeman's onderzoek in het maanblad ‘de Nederlandse Leeuw’ gepubliceerd. Hij vermeldt dat J.C.W. von Daehne, de zoon van een ’Silberdiener’ en een ‘Leibwascherin’, in 1792 door de keurvorst van Saksen Frederik August I van Saksen zonder speciale reden of geschiedenis in de adelstand wordt verheven. In 1949 schrijft historicus en lid raad van bestuur van het Koninklijk Nederlandsch Genootschap voor Geslacht- en Wapenkunde W.J.J.C. Bijleveld in 'Opmerkingen over de geslachten, behandeld in het Nederland’s Adelsboek’ dat de lakei Daehne werkzaam in de hofhouding van de hertog van Brunswijk-Wolfenbüttel moest trouwen met de bijzit van de hertog, een "waschvrouw" uit de hofhouding. Voorst staat er "De Hertog bezorgde den zoon uit dat huwelijk, dien hij als den zijne beschouwde, betrekkingen [...] en stelde hem daarna tot zijnen gemachtigde in Den Haag aan.".

## Publicaties
In 1829 heeft Von Daehne het boek van Ludwig Aurbacher (Duitse Wikipedia) (1784-1847) naar het Nederlands vertaald met de titel 'Handboek tot opleiding en beschaving van verstand en zeden, voor aankomende officieren' en stuurde op 10 augustus dat jaar een exemplaar naar het Ministerie van Oorlog. Ondanks dat de inhoud van het boek relevant werd gevonden kon er geen budget worden vrijgemaakt om het boek in grote aantallen te verspreiden zoals von Daehne had gewild.